# Algis Kašėta
Algis Kašėta (* 20. Dezember 1962 in Mergežeris bei Varėna) ist ein litauischer Politiker, seit 2015 Bürgermeister der Rajongemeinde Varėna. Er war Mitglied des Seimas und von 2008 bis 2011 Parlamentsvizepräsident.

## Leben
Von 1969 bis 1972 lernte er in der Grundschule Mergežeris, von 1972 bis 1978 an der 1. Mittelschule Varėna. Nach dem Abitur 1980 an der 2. Mittelschule lernte er von 1980 bis 1981 an der technischen Berufsschule in der litauischen Hauptstadt Vilnius. Von 1982 bis 1984 leistete er den Armeedienst. 1991 absolvierte er das Diplomstudium der Geschichte an der Vilniaus valstybinis universitetas. Von 1996 bis 2015 war er Mitglied im Seimas. 2015 wurde er Bürgermeister von Varėna. 2019 und 2023 wurde er wiedergewählt. 
Ab 1988 war er Mitglied von Sąjūdis, von 1994 bis 1999 der Lietuvos krikščionių demokratų partija, von 2000 bis 2003 Moderniųjų krikščionių demokratų sąjunga (stellv. Vorsitzender), von 2003 bis 2005 der Liberalų ir centro sąjunga, ab 2006 der Lietuvos liberalų sąjūdis.
Er ist verheiratet und hat er die Kinder.